# Szkarlett
A Szkarlett angol eredetű név, a jelentése skarlát(piros), vörös hajú.

## Gyakorisága
Az 1990-es években szórványos név, a 2000-es években nem szerepelt a 100 leggyakoribb női név között.

## Névnapok
ajánlott névnapok:
- január 18.[2]
- április 6.[2]

## Híres Szkarlettek
- Scarlett O'Hara, Margaret Mitchell Elfújta a szél című regényének főszereplője
- Scarlett Johansson amerikai színésznő